# Marbäcks landskommun, Småland
För landskommunen med samma namn i Västergötland, se Marbäcks landskommun, Älvsborgs län.
Marbäcks landskommun var tidigare en kommun i Jönköpings län.

## Administrativ historik
När 1862 års kommunalförordningar trädde i kraft den 1 januari 1863 inrättades i Sverige cirka 2 400 landskommuner samt 89 städer och ett mindre antal köpingar. Då inrättades i Marbäcks socken i Norra Vedbo härad i Småland denna kommun. Vid kommunreformen 1952 uppgick denna landskommun i Bredestads landskommun. 1967 uppgick sedan denna kommunen i Aneby landskommun som 1971 ombildades till Aneby kommun.

## Politik

### Mandatfördelning i Marbäcks landskommun 1938-1946
| 7 | 4 | 4 |

| 15 |

| 6 | 5 | 2 | 2 |

| 15 |

| 5 | 6 | 3 | 1 |

| 15 |